# Чужа компанія
Чужа компанія (рос. Чужая компания) — радянський художній фільм 1979 року, знятий на Кіностудії ім. М. Горького.

## Сюжет
Женя був прийнятий в компанію однолітків, про яку давно мріяв. Одного разу на рибалці він жартома сховав надувний човен. Друзі побили ні в чому не винного хлопчика. Те, що сталося потрясло Женю — і він вирішив відмовитися від цієї дружби…

## У ролях
- Максим Данков — Женя Синіцин
- Борис Скачков — Юра
- Валерій Воробйов — Ігор Кротов
- Георгій Кіянцев — Генка
- Михайло Глєбов — Віктор
- Володимир Гостюхін — батько Юри
- Валентина Тализіна — Валентина Іванівна
- Лідія Петракова — Наталка
- Ольга Казакова — дівчинка, яку пригощали тістечками
- Ігор Серебряний — сільський хлопець

## Знімальна група
- Режисер — Сергій Потепалов
- Сценарист — Сергій Потепалов
- Оператор — Костянтин Арутюнов
- Композитор — Олексій Рибников
- Художник — Альфред Таланцев